# 루이 블랑
루이 장 조제프 샤를 블랑(Louis Jean Joseph Charles Blanc, 1811년 10월 29일 – 1882년 12월 6일)은 프랑스의 사회주의 정치인이자 언론인, 역사가였다. 그는 도시 빈민의 고용을 보장하기 위해 협동조합 창설을 주장했다. 블랑의 노동자 협동조합 사상은 실현되지 못했지만, 그의 정치적, 사회적 사상은 프랑스 사회주의 발전에 크게 기여했다. 그는 정부가 협동조합을 장려하고 자본주의 기업을 대체하기를 원했다. 이 협동조합은 함께 생산하고 이익을 적절히 분배하는 사람들의 연합체가 되어야 했다.
프랑스 2월 혁명 이후, 블랑은 임시정부의 일원이 되어 처음에는 정부의 지원을 받지만 궁극적으로 노동자 자신이 통제하는 협동조합을 옹호하기 시작했다. 블랑의 주장은 실패했다. 급진적인 노동자 성향과 국민위병 사이에 끼어 망명할 수밖에 없었다. 블랑은 프로이센-프랑스 전쟁 종전 직전인 1870년 프랑스로 돌아왔고, 그곳에서 국민의회의 센 지역 의원으로 활동했다. 그는 파리 코뮌을 지지하지 않았지만, 코뮌파에 대한 사면을 성공적으로 제안했다.

## 전기

### 초기 생애
블랑은 마드리드에서 태어났다. 그의 아버지는 조제프 보나파르트 치하에서 재정감찰관 직위를 맡았다. 그의 남동생은 후에 영향력 있는 미술 평론가가 된 샤를 블랑이다. 어머니의 삼촌인 포초 디 보르고의 도움을 받지 못한 루이 블랑은 파리에서 가난하게 살면서 법을 공부했고, 여러 저널에 기고했다. 그가 창간한 《르뷔 뒤 프로그레》에서 1839년 『노동 조직론』에 대한 연구를 발표했다. 이 유명한 에세이에서 제시된 원칙들은 루이 블랑의 정치 경력 전체의 핵심을 이룬다. 그는 사회를 괴롭히는 모든 악을 경쟁의 압력 탓으로 돌리는데, 이로 인해 약자들은 궁지에 몰리게 된다. 그는 임금의 균등화를 요구하고 개인의 이익을 공동선으로 통합할 것을 요구했다. "각자의 능력에 따라, 각자의 필요에 따라"로 자주 번역되는 "De chacun selon ses facultés, à chacun selon ses besoins"는 "사회 작업장"의 설립을 통해 이루어질 예정이었다. 이 작업장은 일종의 협동조합과 노동조합이 결합된 형태로, 각 직업의 노동자들이 공동의 이익을 위해 노력할 예정이었다. 1841년 그는 7월 왕정을 공격하는 자신의 『10년사』(Histoire de dix ans 1830-1840)를 출판했다. 이 책은 4년 만에 4판을 발행했다.

### 1848년 혁명

블랑의 『노동 조직론』 초판 (1850년 파리 누보 몽드 출판)

1847년 블랑은 그의 『프랑스 혁명사』(Histoire de la Revolution Française) 첫 두 권을 출판했다. 이 책의 출판은 1848년 혁명으로 중단되었는데, 이때 그는 임시정부의 일원이 되었다. 2월 25일 그의 제안에 따라 정부는 "노동을 통해 노동자의 존재를 보장"하기로 약속했다. 그리고 노동부 설치 요구는 임시정부의 권한 밖이라는 이유로 거부되었지만, 그는 뤽상부르궁에 설치된 정부 노동위원회 (Commission du Gouvernement pour les travailleurs) 의장으로 임명되어 노동 문제에 대한 조사를 담당하게 되었다.
1848년 혁명은 루이 블랑의 사상이 실현될 진정한 기회였다. 기존 정부를 이용하여 변화를 이끌어내려는 그의 이론은 당시 다른 사회주의 이론가들의 그것과 달랐다. 블랑은 노동자들이 자신들의 생계를 통제할 수 있다고 믿었지만, 시작에 도움이 주어지지 않으면 협동 작업장은 결코 성공하지 못할 것임을 알았다. 이러한 과정을 돕기 위해 블랑은 노동자들이 통제권을 가질 수 있을 때까지 이 작업장에 대한 국가적 자금 지원을 위해 로비했다. 이 야심찬 프로젝트에 자금을 지원하기 위해 블랑은 철도 시스템에서 즉각적인 수입원을 보았다. 정부 통제 하에 철도 시스템은 이 프로젝트와 블랑이 미래에 구상하는 다른 프로젝트에 필요한 자금의 대부분을 제공할 것이었다.
국민의회에서 작업장 프로그램이 비준되자 블랑의 주요 경쟁자인 에밀 토마스가 프로젝트를 총괄하게 되었다. 국민의회는 이러한 유형의 사회 프로그램에 준비되지 않았고, 작업장을 의회가 또 다른 노동자 반란에 맞서 스스로를 안정화할 충분한 지지를 얻을 때까지 시간을 버는 수단으로 취급했다. 토마스가 작업장을 성공적으로 조직하는 데 의도적으로 실패한 것은 대중을 더욱 화나게 하는 것처럼 보였다. 사람들은 이러한 정부 지원 프로그램에서 일자리와 노동자들이 책임지는 작업 환경을 약속받았다. 그들이 받은 것은 하찮은 임금으로 도랑을 파고 힘든 육체노동을 하는 정부 지원 작업반이거나, 아무것도 하지 않아도 돈을 받는 것이었다. 작업장이 폐쇄되자 노동자들은 다시 반란을 일으켰지만 국민위병에 의해 강제로 진압되었다. 국민의회는 또한 작업장 실패의 책임을 블랑에게 돌릴 수 있었다. 그의 사상은 의심받았고, 그는 대중에게 영향력을 주었던 많은 존경을 잃었다.
그를 지도자로 내세우려 한 상퀼로트와 그를 학대했던 국민위병 사이에서 그는 거의 죽을 뻔했다. 어렵게 구출된 그는 위조 여권을 가지고 벨기에로, 그리고 런던으로 도망쳤다. 그는 부르주에서 특별 법정에 의해 궐석 재판에서 추방을 선고받았다. 그는 자신의 지휘 아래 파리에서 발행되던 잡지 『누보 몽드』(Nouveau Monde)에 일련의 기사를 통해 재판과 판결에 항의했다. 그는 나중에 이 기사들을 모아 『1848년 혁명사 페이지』(Pages de l'histoire de la révolution de 1848) (브뤼셀, 1850)로 출판했다.

### 망명
영국에 머무는 동안 그는 대영박물관에 보존된 혁명 시대 자료의 독특한 컬렉션을 활용하여 『프랑스 혁명사』(Histoire de la Revolution Française) (12권, 1847–1862)를 완성했다. 1858년 그는 노르만비 경의 『파리 혁명의 해』(1858)에 대한 반박문을 출판했으며, 이를 나중에 『1848년 혁명사』(Histoire de la révolution de 1848) (2권, 1870–1880)로 발전시켰다. 그는 또한 프리메이슨 조직인 멤피스 프리메이슨 최고평의회에서도 활발하게 활동했다. 런던 기반의 필라델프 그랜드 롯지 회원 자격은 확인되지 않았다.

### 프랑스 귀환

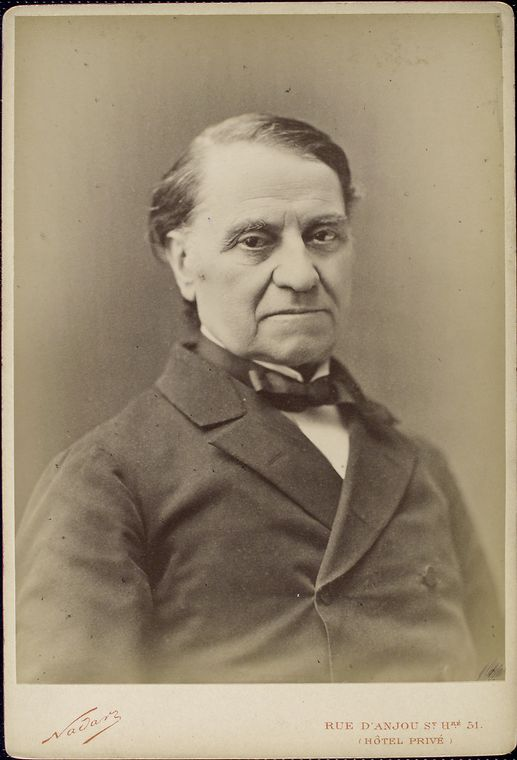
말년의 블랑

1839년으로 거슬러 올라가면 루이 블랑은 나폴레옹 복원이라는 생각에 격렬하게 반대하며, 그것이 "영광 없는 독재", "황제 없는 제국"이 될 것이라고 예측했다. 따라서 그는 1870년 9월 프랑스 제2제국의 몰락 때까지 망명 생활을 했으며, 그 후 파리로 돌아와 국민위병의 사병으로 복무했다. 1871년 2월 8일 그는 국민의회 의원으로 선출되었는데, 그는 공화국이 "국가 주권의 필수적인 형태"라고 주장하며 전쟁 지속에 찬성표를 던졌다. 그러나 좌파임에도 불구하고 그는 파리 코뮌에 공감하지 않았고 온건주의를 위해 자신의 영향력을 행사했지만 헛수고였다. 1878년 그는 대통령직과 상원의 폐지를 주장했다. 1879년 1월 그는 의회에 코뮌파에 대한 사면안을 제출하여 통과시켰다. 이것이 그의 마지막 중요한 활동이었다. 말년은 병약함과 1865년에 결혼한 아내 크리스티나 그로의 1876년 사망으로 인해 어두웠다. 그는 칸에서 사망했으며, 12월 12일 페르 라셰즈 묘지에서 국장으로 치러졌다.

### 유산
블랑은 그림 같고 생생한 문체를 가졌고, 상당한 연구 능력을 지녔다. 그러나 그의 신념을 표현하는 열정은 그를 연설가 중 최고 반열에 올려놓았지만, 그의 역사 저술을 정치적 팜플렛으로 변모시키는 경향이 있었다. 그의 정치적, 사회적 사상은 프랑스 사회주의 발전에 큰 영향을 미쳤다. 그의 『정치 담론』(Discours politiques) (1847–1881)은 1882년에 출판되었다. 이미 언급된 작품 외에 그의 가장 중요한 작품으로는 『영국에 대한 편지』(Lettres sur l'Angleterre) (1866–1867), 『영국 역사 10년』(Dix années de l'Histoire de l'Angleterre) (1879–1881), 그리고 『오늘과 내일의 문제』(Questions d'aujourd'hui et de demain) (1873–1884)가 있다.
파리 메트로 역인 루이 블랑 역은 그의 이름을 따서 명명되었다.

#### 자본주의
블랑은 자본주의라는 단어를 현대적 형태와 유사하게 처음 사용한 사람으로 때때로 언급된다. 그는 카를 마르크스가 자본론에서 묘사한 경제 체제를 의미하지는 않았지만, 블랑은 자본을 타인으로부터 분리하여 보유하는 것을 의미하는 단어를 만들어 그 용법의 씨앗을 뿌렸다.
| “ | 내가 '자본주의'라고 부르는 것은 다른 이들을 배제하고 일부에게 자본을 전유하는 것이다. | ” |

## 사상

### 개혁주의 사회주의
블랑은 혁명 없이 사회주의를 옹호하는 데 있어서 독특했다.

### 노동권
블랑은 그의 『노동권』(Le Droit au Travail)으로 노동권을 창안했다.

### 종교
블랑은 헤겔에 암묵적으로 내재된 무신론이라고 여긴 것에 저항하며, 그것이 정치에서 무정부주의와 일치하고 민주주의의 적절한 기반이 아니라고 주장했다. 프리드리히 엥겔스는 "루이 블랑 경향의 파리 개혁가들"은 무신론자를 괴물로만 상상할 수 있었다고 주장했다.
대신 블랑은 낭만주의 전통에 따라 혁명이 일어나기 위해서는 종교가 근본적이라고 주장했다. 그는 자유주의와 개신교를 동일한 역사적, 이데올로기적 운동의 일부로 보았고 따라서 1789년 프랑스 혁명을 개신교와 이단 운동에 내재된 권위에 대한 개인주의적 거부의 정치적 결과로 간주했다. 블랑은 혁명의 최고는 가톨릭의 공동체 정신에 입각한 자코뱅 독재라고 생각했다. 블랑 자신은 공동체에 필수적이라고 확신한 권위, 공동체, 개인주의의 가치를 종합하기 위해 가톨릭과 개신교를 결합하려고 노력했다. 그는 가톨릭과 사회주의를 결합한 드문 인물이었다.
에티엔 카베와 함께 블랑은 가톨릭 성직자들의 종교를 비판하면서 동시에 그가 진정한 기독교라고 이해한 것을 옹호했다. 그는 초기 혁명 프랑스에서 일어나고 있는 종교적 혁신에 대해 희망을 가졌다. 신에 대한 그의 믿음은 낭만주의에 의해 형성되었으며 루소, 필리프 뷔셰, 프랑수아 뱅상 라스파유와 유사했다.

## 같이 보기
- 1848년 5월 15일 프랑스 시위

## 더 읽어보기
- Hazareesingh, S. (2015). 《How the French Think: An Affectionate Portrait of an Intellectual People》. Basic Books. 45쪽. ISBN 978-0-465-06166-2.